# Cucugnan
Cucugnan település Franciaországban, Aude megyében. Lakosainak száma 121 fő (2022. január 1.). Cucugnan Duilhac-sous-Peyrepertuse, Padern, Maury és Tautavel községekkel határos.

## Népesség
A település népességének változása:
| Lakosok száma | 124  | 113  | 128  | 131  | 133  | 129  | 123  | 116  | 113  | 121  |
|               | 1968 | 1982 | 1990 | 2006 | 2013 | 2015 | 2017 | 2019 | 2020 | 2022 |